# Водайо Булти
Водайо Булти (род. 11 марта 1957, Эфиопия) — эфиопский легкоатлет, специалист по бегу на средние и длинные дистанции, кроссу и марафону. Выступал на профессиональном уровне в 1981—1999 годах, трёхкратный чемпион Африки, чемпион мира по кроссу в командном зачёте, серебряный и бронзовый призёр международного турнира «Дружба-84», победитель и призёр ряда крупных международных стартов на шоссе.

## Биография
Водайо Булти родился 11 марта 1957 года.
Первого серьёзного успеха в лёгкой атлетике на международном уровне добился в сезоне 1982 года, когда вошёл в состав эфиопской сборной и выступил на чемпионате мира по кроссу в Риме, где занял 12-е место в личном зачёте и вместе с соотечественниками стал победителем командного зачёта. Позднее на чемпионате Африки в Каире взял бронзу в беге на 1500 метров и одержал победу в беге на 5000 метров.
В 1983 году на кроссовом чемпионате мира в Гейтсхеде закрыл двадцатку сильнейших личного зачёта и вновь стал победителем в командном зачёте. Принимал участие во впервые проводившемся чемпионате мира по лёгкой атлетике в Хельсинки — в финале программы 5000 метров с результатом 13:34.03 финишировал седьмым.
На чемпионате мира по кроссу 1984 года в Нью-Йорке показал 46-й результат в личном зачёте, тогда как среди команд завоевал золото. Рассматривался в качестве кандидата на участие в летних Олимпийских играх в Лос-Анджелесе, однако Эфиопия вместе с несколькими странами восточного блока бойкотировала эти соревнования по политическим причинам. Вместо этого Водайо Булти выступил на альтернативном турнире «Дружба-84» в Москве, где на дистанциях 5000 и 10 000 метров стал бронзовым и серебряным призёром соответственно.
В 1985 году финишировал третьим на кроссовом чемпионате мира в Лиссабоне, выиграв также мужской командный зачёт. На чемпионате Африки в Каире был лучшим в беге на 5000 и 10 000 метров. В тех же дисциплинах занял третье и первое места на Кубке мира в Канберре.
На чемпионате мира по кроссу 1986 года в Невшателе показал 28-й результат в личном зачёте и второй в командном. На Играх доброй воли в Москве в дисциплинах 5000 и 10 000 метров был 6-м и 14-м соответственно.
В 1987 году на кроссовом чемпионате мира в Варшаве занял 27-е место в личном зачёте и третье в командном. На чемпионате мира в Риме в беге на 10 000 метров пришёл к финишу 24-м.
В 1988 году с личным рекордом 2:08:44 финишировал третьим на Роттердамском марафоне. В дисциплинах 5000 и 10 000 метров выиграл серебряную и золотую медали на Мемориале братьев Знаменских в Ленинграде. На Олимпиаду в Сеуле вновь не попал из-за политического бойкота. Среди прочих результатов — 12-е место на Нью-Йоркском марафоне.
В 1989 году с результатом 2:10:32 стал восьмым на Лондонском марафоне.
В 1990 году был третьим на Амстердамском марафоне (2:13:01), седьмым в марафоне на Играх доброй воли в Сиэтле (2:21:57).
В 1991 году пришёл к финишу третьим на марафоне в Севилье, показав при этом время 2:13:15.
На протяжении 1990-х годов Водайо Булти продолжал участвовать в различных коммерческих стартах на шоссе. Так, в 1996 году отметился победой на Подгорицком марафоне. Завершил спортивную карьеру по окончании сезона 1999 года.